# Hamster de Mongolie
Allocricetulus curtatus
Espèce
Statut de conservation UICN

 LC  : Préoccupation mineure
Le Hamster de Mongolie (Allocricetulus curtatus) est une espèce de rongeurs de la sous-famille des Cricetinae.

## Répartition et habitat
Il se retrouve dans les steppes mongoles du nord de l'Altaï dans les régions adjacentes de Chine, soit le nord-ouest du Xinjiang, le nord du Gansu, le nord du Ningxia, l'Anhui et la Mongolie-Intérieure.
Cette espèce vit dans les dunes de sable des prairies et des semi-déserts.